# Anna Bondár
Anna Bondár (nascida em 27 de maio de 1997) é uma tenista profissional húngara. 
Ela tem a classificação mais alta da carreira no ranking da WTA de nº 50 em simples, alcançada em 18 de julho de 2022, e nº 43 mundial em duplas, alcançada em 30 de janeiro de 2023. Ela é a atual jogadora húngara nº 1 do WTA.
Jogando pela equipe húngara da Fed Cup, Bondár tem um recorde de vitórias e derrotas de 5–4.

## Destaques da carreira

### 2021
A temporada de 2021 foi de progresso para Bondár. Em julho, no Poland Open em Gdynia, ela alcançou sua primeira quartas de final em um torneio do WTA Tour, também registrando suas duas primeiras vitórias no WTA Tour.
A partir do início de setembro, ela teve uma série de bons resultados. A primeira etapa foi o torneio Collonge-Bellerive de US$ 60k, onde ela chegou à semifinal após derrotar todas as suas oponentes em dois sets. Na semana seguinte, ela avançou para as quartas de final do Karlsruhe Open, torneio que faz parte do WTA Challenger Tour. Duas semanas depois, ela ganhou seu primeiro título significativo da ITF no torneio de US$ 80k realizado em Wiesbaden [en] em eventos de simples e duplas. Sua jornada continuou sete dias depois, quando ela alcançou outra final de US$ 80k em Le Neuborg [en]. Desta vez ela não conseguiu erguer o troféu, perdendo para Mihaela Buzărnescu.
No início de novembro, ela conquistou seu primeiro título em um evento WTA 125, derrotando  Diane Parry na final do  Aberto da Argentina. Na semana seguinte, ela ganhou o torneio de US$ 60K de  Santiago e garantiu sua estreia no top 100 no número 90 do mundo em 15 de novembro de 2021.

### 2022
Ela fez sua estreia no Grand Slam no Aberto da Austrália em simples e duplas.
No Aberto da França, ela alcançou suas primeiras quartas de final do Grand Slam em sua carreira, no evento de duplas em parceria com Greet Minnen.
Como cabeça de chave N° 9 no Hungarian Grand Prix, ela chegou às semifinais sem perder um set derrotando a segunda cabeça de chave Martina Trevisan. Como resultado, ela alcançou o top 50 em 18 de julho de 2022.
Ela ganhou seu primeiro título WTA em duplas no Internazionali Femminili di Palermo, em parceria com Kimberley Zimmermann.

### 2023: Terceira rodada de WTA 1000
Em sua estreia no Aberto da Itália, ela chegou à terceira rodada depois de passar pela qualificatória pela primeira vez no nível WTA 1000, derrotando Tatjana Maria e a 13ª cabeça de chave Karolína Plíšková.
Nas duplas do Aberto da França, ela chegou às quartas de final consecutivas, fazendo parceria com Greet Minnen [en].

### 2024: Segunda desafiante de simples do WTA
No Iaşi Open, Bondár chegou às quartas de final ao derrotar a vinda da qualificatória Marie Benoit [en] e  Marina Bassols Ribera, antes de perder para Olga Danilović.
No Ladies Hamburg Open, Bondár chegou às quartas de final como a quarta cabeça de chave, com vitórias sobre a vinda da qualificatória alemã Anna Petkovic [en] e em seguida sobre Kateryna Baindl. Então, ela passa pelas quartas de final com a desistência de Eva Lys [en] no início do segundo set. Na sua semifinal, derrotou Olga Danilović, para estabelecer uma final com a defensora do título, Arantxa Rus. Ela derrotou Rus na final em sets diretos. No mesmo torneio em duplas, ela fez parceria com Kimberley Zimmermann [en] e chegou à final. Ela derrotou novamente Arantxa Rus na final, voltando de um set abaixo para vencer Rus e sua parceira Nina Stojanović [en].

## Estatísticas da carreira

### Quadros de linha de tempo
| V | F | SF | QF | #R | RR | Q# | NQ | NP | NO |

 •  (V) vencedor; (F) finalista; (SF) semifinalista; (QF) quartas de final; (#R) rodada 4, 3, 2, 1; (RR) round-robin; (Q#) rodada qualificatória;  (NQ) não qualificado; (NP) não participou;  (NO) não ocorreu; (TS) taxa de sucesso (eventos vencidos / participados); (V–P) jogos vencidos-perdidos.
 •  Para evitar confusões e contagem em duplicidade, esses quadros são atualizados após a conclusão de um torneio ou quando a participação de um jogador termina.

#### Simples
Atual após o Madrid Open de 2023.
| Torneio                  | 2019 | 2020 | 2021 | 2022  | 2023 | TS                    | V–P                   | % de Vitórias         |
| ------------------------ | ---- | ---- | ---- | ----- | ---- | --------------------- | --------------------- | --------------------- |
| Torneios de Grand Slam   |      |      |      |       |      |                       |                       |                       |
| Australian Open          | NP   | Q1   | NP   | 1R    | 2R   | 0 / 2                 | 1–2                   | 33%                   |
| Aberto da França         | NP   | NP   | NP   | 1R    |      | 0 / 1                 | 0–1                   | 0%                    |
| Wimbledon                | Q1   | NO   | Q1   | 1R    |      | 0 / 1                 | 0–1                   | 0%                    |
| US Open                  | Q1   | NP   | Q2   | 1R    |      | 0 / 1                 | 0–1                   | 0%                    |
| Vencidos-Perdidos        | 0–0  | 0–0  | 0–0  | 0–4   | 1–1  | 0 / 5                 | 1–5                   | 17%                   |
| WTA 1000                 |      |      |      |       |      |                       |                       |                       |
| Dubai / Qatar Open       | NP   | NP   | NP   | Q2    | NP   | 0 / 0                 | 0–0                   | –                     |
| Indian Wells Open        | NP   | NH   | A    | 1R    | 1R   | 0 / 2                 | 0–2                   | 0%                    |
| Miami Open               | NP   | NO   | A    | 2R    | 1R   | 0 / 2                 | 1–2                   | 33%                   |
| Madrid Open              | NP   | NH   | A    | 1R    | 1R   | 0 / 2                 | 0–2                   | 0%                    |
| Italian Open             | NP   | NP   | NP   | NP    |      | 0 / 0                 | 0–0                   | –                     |
| Canadian Open            | NP   | NO   | NP   | 1R    |      | 0 / 1                 | 0–1                   | 0%                    |
| Cincinnati Open          | NP   | NP   | NP   | Q1    |      | 0 / 0                 | 0–0                   | –                     |
| Wuhan Open               | NP   | NO   | NO   | NO    |      | 0 / 0                 | 0–0                   | –                     |
| China Open               | NP   | NO   | NO   | NO    |      | 0 / 0                 | 0–0                   | –                     |
| Guadalajara Open         | NO   | NO   | NO   | NP    |      | 0 / 0                 | 0–0                   | –                     |
| Estatísticas da carreira |      |      |      |       |      |                       |                       |                       |
| Torneios                 | 2    | 0    | 3    | 20    | 8    | Total da carreira: 33 | Total da carreira: 33 | Total da carreira: 33 |
| Vencidos-Perdidos geral  | 0–2  | 0–0  | 2–3  | 18–19 | 5–8  | 0 / 33                | 25–32                 | 46%                   |
| Ranking de final de ano  | 222  | 273  | 90   | 71    |      | $896,408              | $896,408              | $896,408              |

#### Duplas
Atual após o 2023 BNP Paribas Open.
| Torneio                  | 2018 | 2019 | 2020 | 2021 | 2022  | 2023 | TS                    | V–P                   | % de Vitórias         |
| ------------------------ | ---- | ---- | ---- | ---- | ----- | ---- | --------------------- | --------------------- | --------------------- |
| Torneios de Grand Slam   |      |      |      |      |       |      |                       |                       |                       |
| Australian Open          | NP   | NP   | NP   | NP   | 1R    | 2R   | 0 / 2                 | 1–2                   | 33%                   |
| Aberto da França         | NP   | NP   | NP   | NP   | QF    |      | 0 / 1                 | 2–1                   | 67%                   |
| Wimbledon                | NP   | NP   | NO   | NP   | 1R    |      | 0 / 1                 | 0–1                   | 0%                    |
| US Open                  | NP   | NP   | NP   | NP   | 2R    |      | 0 / 1                 | 1–1                   | 50%                   |
| Vencidos-Perdidos        | 0–0  | 0–0  | 0–0  | 0–0  | 3–4   | 1–1  | 0 / 5                 | 4–5                   | 44%                   |
| WTA 1000                 |      |      |      |      |       |      |                       |                       |                       |
| Dubai / Qatar Open       | NP   | NP   | NP   | NP   | 2R    | NP   | 0 / 1                 | 1–0                   | 100%                  |
| Indian Wells Open        | NP   | NP   | NO   | NP   | NP    | 1R   | 0 / 1                 | 0–1                   | 0%                    |
| Miami Open               | NP   | NP   | NO   | NP   | NP    |      | 0 / 0                 | 0–0                   | –                     |
| Madrid Open              | NP   | NP   | NO   | NP   | NP    |      | 0 / 0                 | 0–0                   | –                     |
| Italian Open             | NP   | NP   | NP   | NP   | NP    |      | 0 / 0                 | 0–0                   | –                     |
| Canadian Open            | NP   | NP   | NO   | NP   | 1R    |      | 0 / 1                 | 0–1                   | 0%                    |
| Cincinnati Open          | NP   | NP   | NP   | NP   | NP    |      | 0 / 0                 | 0–0                   | –                     |
| Wuhan Open               | NP   | NP   | NO   | NO   | NO    |      | 0 / 0                 | 0–0                   | –                     |
| China Open               | NP   | NP   | NO   | NO   | NO    |      | 0 / 0                 | 0–0                   | –                     |
| Estatísticas da carreira |      |      |      |      |       |      |                       |                       |                       |
| Torneios                 | 2    | 1    | 0    | 3    | 16    | 5    | Total da carreira: 27 | Total da carreira: 27 | Total da carreira: 27 |
| Vencidos-Perdidos geral  | 0–2  | 0–1  | 0–0  | 6–3  | 11–14 | 4–4  | 1 / 27                | 21–24                 | 45%                   |
| Ranking de final de ano  | 287  | 198  | 178  | 128  | 50    |      |                       |                       |                       |

## Finais da WTA na carreira

### Duplas: 1 (1 título)
| Legenda       |
| ------------- |
| Grand Slam    |
| WTA 1000      |
| WTA 500       |
| WTA 250 (1–0) |

| Finais por piso |
| --------------- |
| Duro (0–0)      |
| Grama (0–0)     |
| Saibro (1–0)    |
| Carpete (0–0)   |

| Status | V–D | Data     | Torneio                     | Nível   | Piso   | Parceira             | Oponentes                  | Placar   |
| ------ | --- | -------- | --------------------------- | ------- | ------ | -------------------- | -------------------------- | -------- |
| Venceu | 1–0 | Jul 2022 | Palermo Ladies Open, Itália | WTA 250 | Saibro | Kimberley Zimmermann | Amina Anshba Panna Udvardy | 6–3, 6–2 |

## Finais de WTA Challengers

### Simples: 1 (título)
| Status | V–D | Data     | Torneio                      | Piso   | Oponente    | Placar   |
| ------ | --- | -------- | ---------------------------- | ------ | ----------- | -------- |
| Venceu | 1–0 | Nov 2021 | Buenos Aires Open, Argentina | Saibro | Diane Parry | 6–3, 6–3 |

### Duplas: 1 (título)
| Status | V–D | Data     | Torneio                       | Piso   | Parceira             | Oponentes                        | Placar           |
| ------ | --- | -------- | ----------------------------- | ------ | -------------------- | -------------------------------- | ---------------- |
| Venceu | 1–0 | Set 2022 | Budapest Ladies Open, Hungria | Saibro | Kimberley Zimmermann | Jesika Malečková Renata Voráčová | 6–3, 2–6, [10–5] |

## Finais do Circuito ITF

### Simples: 21 (12 títulos, 9 vices)
| Legenda                      |
| ---------------------------- |
| Torneios de US$ 100,000      |
| Torneios de US$ 80,000 (1–1) |
| Torneios de US$ 60,000 (1–0) |
| Torneios de US$ 40,000       |
| Torneios de US$ 25,000 (2–4) |
| Torneios de US$ 15,000 (8–4) |

| Finais por piso |
| --------------- |
| Duro (2–3)      |
| Saibro (10–6)   |
| Grama (0–0)     |
| Carpete (0–0)   |

| Status | V–D  | Data     | Torneio                             | Nível    | Piso   | Oponente             | Placar              |
| ------ | ---- | -------- | ----------------------------------- | -------- | ------ | -------------------- | ------------------- |
| Venceu | 1–0  | Mai 2014 | ITF Antalya, Turquia                | 10,000   | Duro   | Olga Doroshina       | 6–3, 6–2            |
| Perdeu | 1–1  | Abr 2015 | ITF Heraklion, Grécia               | 10,000   | Duro   | Raluca Șerban        | 6–4, 4–6, 1–6       |
| Venceu | 2–1  | Mai 2015 | ITF Sibiu, Romênia                  | 10,000   | Saibro | Mădălina Gojnea      | 6–1, 4–6, 6–1       |
| Venceu | 3–1  | Set 2015 | ITF Bol, Croácia                    | 10,000   | Saibro | Tena Lukas           | 6–4, 6–2            |
| Venceu | 4–1  | Set 2015 | ITF Bol, Croácia                    | 10,000   | Saibro | Magdaléna Pantůčková | 7–5, 6–4            |
| Venceu | 5–1  | Out 2015 | ITF Antalya, Turquia                | 10,000   | Duro   | Greet Minnen         | 3–6, 6–2, 6–1       |
| Venceu | 6–1  | Nov 2015 | ITF Antalya, Turquia                | 10,000   | Saibro | Alisa Kleybanova     | 6–3, 6–4            |
| Perdeu | 6–2  | Mar 2016 | Clay Court International, Austrália | 25,000   | Saibro | Miyu Kato            | 4–6, 6–7(3)         |
| Venceu | 7–2  | Out 2017 | ITF Heraklion, Grécia               | 15,000   | Saibro | Réka Luca Jani       | 6–2, 6–3            |
| Perdeu | 7–3  | Nov 2017 | ITF Heraklion, Grécia               | 15,000   | Saibro | Réka Luca Jani       | 0–6, 3–6            |
| Perdeu | 7–4  | Mar 2018 | ITF Heraklion, Greece               | 15,000   | Saibro | Anastasia Dețiuc     | 3–6, 2–6            |
| Perdeu | 7–5  | Mar 2018 | ITF Heraklion, Grécia               | 15,000   | Saibro | Ylena In-Albon       | 6–4, 6–7(3), 1–6    |
| Venceu | 8–5  | Mai 2018 | ITF Kaposvár, Hungria               | 15,000   | Saibro | Aneta Kladivová      | 6–4, 7–6(3)         |
| Venceu | 9–5  | Out 2018 | ITF Seville, Espanha                | 25,000   | Saibro | Başak Eraydın        | 6–2, 5–7, 6–2       |
| Venceu | 10–5 | Jan 2019 | ITF Daytona Beach, United States    | 25,000   | Saibro | Francoise Abanda     | 6–7(3), 7–6(5), 7–5 |
| Perdeu | 10–6 | Jan 2019 | ITF Plantation, United States       | 25,000   | Saibro | Hailey Baptiste      | 5–7, 7–6(6), 2–6    |
| Perdeu | 10–7 | Mar 2019 | ITF Curitiba, Brazil                | 25,000   | Saibro | Jasmine Paolini      | 6–4, 4–6, 2–6       |
| Perdeu | 10–8 | Fev 2021 | ITF Potchefstroom, South Africa     | 25,000   | Duro   | Nuria Párrizas Díaz  | 1–6, 6–4, 2–6       |
| Venceu | 11–8 | Set 2021 | Wiesbaden Open, Germany             | 80,000   | Saibro | Clara Burel          | 6–2, 6–4            |
| Perdeu | 11–9 | Out 2021 | ITF Le Neubourg, France             | 80,000+H | Duro   | Mihaela Buzărnescu   | 1–6, 3–6            |
| Venceu | 12–9 | Nov 2021 | Copa LP Chile                       | 60,000+H | Saibro | Verónica Cepede Royg | 6–2, 6–3            |

### Duplas: 34 (21 títulos, 13 vices)
| Legenda                       |
| ----------------------------- |
| Torneios de US$ 100,000       |
| Torneios de US$ 80,000 (1–0)  |
| Torneios de US$ 60,000 (1–0)  |
| Torneios de US$ 40,000        |
| Torneios de US$ 25,000 (7–7)  |
| Torneios de US$ 15,000 (12–6) |

| Finais por piso |
| --------------- |
| Duro (7–7)      |
| Saibro (14–6)   |
| Grama (0–0)     |
| Carpete (0–0)   |

| Status | V–D   | Data     | Torneio                           | Nível  | Piso     | Parceira             | Oponentes                                  | Placar              |
| ------ | ----- | -------- | --------------------------------- | ------ | -------- | -------------------- | ------------------------------------------ | ------------------- |
| Perdeu | 0–1   | Out 2014 | ITF Heraklion, Greece             | 10,000 | Duro     | Dalma Gálfi          | Réka Luca Jani Julia Stamatova             | 4–6, 4–6            |
| Venceu | 1–1   | Nov 2014 | ITF Heraklion, Greece             | 10,000 | Duro     | Dalma Gálfi          | Martina Bašić Tena Lukas                   | 4–6, 6–3, [10–8]    |
| Venceu | 2–1   | Dec 2014 | ITF Tel Aviv, Israel              | 10,000 | Duro     | Ilka Csöregi         | Anna Bogoslavets Ester Masuri              | 6–1, 6–3            |
| Venceu | 3–1   | Mar 2015 | ITF Solarino, Italy               | 10,000 | Duro     | Dalma Gálfi          | Sofiya Kovalets Janina Toljan              | 6–3, 6–2            |
| Perdeu | 3–2   | Mar 2015 | ITF Solarino, Italy               | 10,000 | Duro     | Olga Doroshina       | Francesca Palmigiano Lisa Sabino           | 3–6, 6–4, [3–10]    |
| Venceu | 4–2   | Abr 2015 | ITF Heraklion, Greece             | 10,000 | Duro     | Lisa-Maria Moser     | Fatma Al-Nabhani Sharmada Balu             | 6–3, 7–5            |
| Venceu | 5–2   | Mai 2015 | ITF Sibiu, Romania                | 10,000 | Saibro   | Ana Bianca Mihăilă   | Mihaela Ghioca Iuliana Oante               | 6–4, 6–4            |
| Perdeu | 5–3   | Set 2015 | ITF Bol, Croatia                  | 10,000 | Saibro   | Rebeka Stolmár       | Adrijana Lekaj Silvia Njirić               | 4–6, 5–7            |
| Perdeu | 5–4   | Out 2015 | ITF Antalya, Turkey               | 10,000 | Duro     | Rebeka Stolmár       | Nicoleta Dascălu Andreea Ghițescu          | 4–6, 6–3, [5–10]    |
| Venceu | 6–4   | Out 2015 | ITF Antalya, Turkey               | 10,000 | Duro     | Rebeka Stolmár       | Daiana Negreanu Cristina Sánchez Quintanar | 6–1, 2–6, [10–5]    |
| Perdeu | 6–5   | Out 2015 | ITF Antalya, Turkey               | 10,000 | Duro     | Rebeka Stolmár       | Anna Klasen Charlotte Klasen               | 4–6, 4–6            |
| Perdeu | 6–6   | Nov 2015 | ITF Antalya, Turkey               | 10,000 | Saibro   | Rebeka Stolmár       | Ágnes Bukta Vivien Juhászová               | 5–7, 3–6            |
| Venceu | 7–6   | Nov 2015 | ITF Antalya, Turkey               | 10,000 | Saibro   | Rebeka Stolmár       | Sofia Kvatsabaia Julyette Steur            | 2–6, 6–4, [10–2]    |
| Venceu | 8–6   | Aug 2017 | ITF Graz, Austria                 | 15,000 | Saibro   | Réka Luca Jani       | Jana Jablonovská Natália Vajdová           | 6–4, 6–3            |
| Venceu | 9–6   | Out 2017 | ITF Heraklion, Greece             | 15,000 | Saibro   | Réka Luca Jani       | Michaela Boev Anna Ukolova                 | 6–4, 6–2            |
| Venceu | 10–6  | Nov 2017 | ITF Heraklion, Greece             | 15,000 | Saibro   | Réka Luca Jani       | Ioana Gaspar Bojana Marinković             | 6–4, 2–6, [10–8]    |
| Venceu | 11–6  | Mar 2018 | ITF Heraklion, Greece             | 15,000 | Saibro   | Réka Luca Jani       | Emma Laine Sabrina Santamaria              | 7–5, 6–2            |
| Venceu | 12–6  | Mai 2018 | ITF Balatonboglár, Hungria        | 25,000 | Saibro   | Raluca Șerban        | Ágnes Bukta Dalma Gálfi                    | 6–1, 7–6(2)         |
| Venceu | 13–6  | Mai 2018 | ITF Kaposvár, Hungria             | 15,000 | Saibro   | Panna Udvardy        | Yuliya Lysa Maria Marfutina                | 7–6(6), 6–1         |
| Venceu | 14–6  | Aug 2018 | ITF Koksijde, Belgium             | 25,000 | Saibro   | Raluca Șerban        | Dea Herdželaš Tereza Mihalíková            | 6–3, 6–0            |
| Venceu | 15–6  | Jan 2019 | ITF Daytona Beach, U.S.           | 25,000 | Saibro   | Ulrikke Eikeri       | Hailey Baptiste Emina Bektas               | 6–3, 5–7, [11–9]    |
| Perdeu | 15–7  | Mai 2019 | ITF Pula, Italy                   | 25,000 | Saibro   | Naiktha Bains        | Gabriela Cé Chiara Scholl                  | 0–6, 5–7            |
| Venceu | 16–7  | Set 2019 | Zagreb Ladies Open, Croatia       | 60,000 | Saibro   | Paula Ormaechea      | Amandine Hesse Daniela Seguel              | 7–5, 7–5            |
| Perdeu | 16–8  | Set 2019 | ITF Sankt Pölten, Austria         | 25,000 | Saibro   | Réka Luca Jani       | Irina Fetecău Panna Udvardy                | 6–7(5), 6–0, [9–11] |
| Perdeu | 16–9  | Set 2019 | ITF Kaposvár, Hungria             | 25,000 | Saibro   | Réka Luca Jani       | Dalma Gálfi Adrienn Nagy                   | 6–7(5), 6–2, [3–10] |
| Perdeu | 16–10 | Jan 2020 | Canberra International, Australia | 25,000 | Duro     | Pemra Özgen          | Alison Bai Jaimee Fourlis                  | 7–5, 4–6, [8–10]    |
| Venceu | 17–10 | Fev 2020 | ITF Trnava, Slovakia              | 25,000 | Duro (i) | Tereza Mihalíková    | Amina Anshba Anastasia Dețiuc              | 6–4, 6–4            |
| Perdeu | 17–11 | Set 2020 | ITF Tarvisio, Italy               | 25,000 | Saibro   | Paula Ormaechea      | Marie Benoît Alexandra Cadanțu             | 1–6, 3–6            |
| Venceu | 18–11 | Set 2020 | ITF Grado, Italy                  | 25,000 | Saibro   | Fanny Stollár        | Federica Di Sarra Camilla Rosatello        | 7–5, 6–2            |
| Venceu | 19–11 | Jan 2021 | ITF Hamburg, Germany              | 25,000 | Duro (i) | Tereza Mihalíková    | Amandine Hesse Kimberley Zimmermann        | 6–4, 6–4            |
| Perdeu | 19–12 | Fev 2021 | ITF Potchefstroom, South Africa   | 25,000 | Duro     | Réka Luca Jani       | Miriam Kolodziejová Jesika Malečková       | 2–6, 6–3, [5–10]    |
| Perdeu | 19–13 | Mar 2021 | ITF Manacor, Spain                | 25,000 | Duro     | Tereza Mihalíková    | Réka Luca Jani Lara Salden                 | 4–6, 5–7            |
| Venceu | 20–13 | Mai 2021 | ITF Prague Open, Czech Republic   | 25,000 | Saibro   | Kimberley Zimmermann | Xenia Knoll Elena-Gabriela Ruse            | 7–6(5), 6–2         |
| Venceu | 21–13 | Set 2021 | Wiesbaden Open, Germany           | 80,000 | Saibro   | Lara Salden          | Arianne Hartono Olivia Tjandramulia        | 6–7(9), 6–2, [10–4] |

## Finais do Circuito júnior da ITF
| Legenda      |
| ------------ |
| Categoria G1 |
| Categoria G2 |
| Categoria G3 |
| Categoria G4 |
| Categoria G5 |

### Simples: 5 (2 títulos, 3 vices)
| Status | V–D | Data     | Torneio                   | Grau | Piso   | Oponente           | Placar        |
| ------ | --- | -------- | ------------------------- | ---- | ------ | ------------------ | ------------- |
| Perdeu | 0–1 | Mai 2013 | ITF Budapest, Hungria     | G4   | Saibro | Ivana Jorović      | 3–6, 6–3, 1–6 |
| Perdeu | 0–2 | Jun 2013 | ITF Budapest, Hungria     | G2   | Saibro | Ivana Jorović      | 3–6, 3–6      |
| Venceu | 1–2 | Set 2013 | ITF Novi Sad, Serbia      | G2   | Saibro | Jaqueline Cristian | 6–1, 6–1      |
| Perdeu | 1–3 | Fev 2014 | ITF Hammamet, Tunisia     | G2   | Saibro | Sandra Samir       | 4–6, 6–7(2)   |
| Venceu | 2–3 | Jul 2015 | ITF Klosters, Switzerland | B1   | Saibro | Jil Teichmann      | 2–6, 6–3, 6–1 |

### Duplas: 11 (6 títulos, 5 vices)
| Status | V–D | Data     | Torneio                           | Grau | Piso       | Parceira       | Oponentes                             | Placar         |
| ------ | --- | -------- | --------------------------------- | ---- | ---------- | -------------- | ------------------------------------- | -------------- |
| Venceu | 1–0 | Jun 2012 | ITF Budapest, Hungria             | G2   | Saibro     | Rebeka Stolmár | Nicoleta Dascălu Jelena Džinić        | 6–0, 6–3       |
| Venceu | 2–0 | Set 2012 | ITF Novi Sad, Serbia              | G2   | Saibro     | Bianka Békefi  | Giulia Pairone Ioana Loredana Roșca   | 6–0, 6–2       |
| Venceu | 3–0 | Nov 2012 | ITF Budapest, Hungria             | G4   | Saibro (i) | Dalma Gálfi    | Hana Mraz Manca Pislak                | 6–1, 6–2       |
| Venceu | 4–0 | Dec 2012 | ITF Zagreb, Croatia               | G4   | Duro (i)   | Alexa Pirók    | Bojana Marinković Manca Pislak        | 7–6(5), 6–4    |
| Perdeu | 4–1 | Fev 2013 | ITF Cadolzburg, Germany           | G4   | Carpet (i) | Dalma Gálfi    | Katharina Hobgarski Lisa Ponomar      | 2–6, 1–6       |
| Venceu | 5–1 | Aug 2013 | ITF Budaörs, Hungria              | G2   | Saibro     | Lilla Barzó    | Simona Heinová Anastasiya Komardina   | 6–1, 6–3       |
| Perdeu | 5–2 | Set 2013 | ITF Novi Sad, Serbia              | G2   | Saibro     | Fanny Stollár  | Lilla Barzó Ilka Csöregi              | 6–7(3), 4–6    |
| Venceu | 6–2 | Dec 2013 | ITF Bradenton, United States      | G1   | Saibro     | Naiktha Bains  | Katarina Jokić Akvilė Paražinskaitė   | 6–2, 6–2       |
| Perdeu | 6–3 | Fev 2014 | ITF Hammamet, Tunisia             | G2   | Saibro     | Rebeka Stolmár | Justina Mikulskytė Mirabelle Njoze    | 6–7(3), 6–7(6) |
| Perdeu | 6–4 | Fev 2014 | ITF Casablanca, Morocco           | G1   | Saibro     | Ioana Ducu     | Viktória Kužmová Kristína Schmiedlová | w/o            |
| Perdeu | 6–5 | Mar 2014 | ITF São José do Rio Preto, Brazil | G1   | Saibro     | Fanny Stollár  | Luisa Stefani Renata Zarazúa          | 4–6, 3–6       |

## Fed Cup/Billie Jean King Cup
Bondár estreou na Billie Jean King Cup pela Hungria em 2015, quando a equipa disputava o Grupo I da Zona Europa/África, quando tinha 17 anos e 255 dias.
| Group membership              |
| ----------------------------- |
| World Group (0–0)             |
| World Group Play-off (0–0)    |
| World Group II (0–0)          |
| World Group II Play-off (0–0) |
| Europe/Africa Group (9–5)     |

| Partidas por piso |
| ----------------- |
| Duro (5–4)        |
| Saibro (4–1)      |
| Grama (0–0)       |
| Carpete (0–0)     |

| Partidas por tipo |
| ----------------- |
| Simples (5–5)     |
| Duplas (4–0)      |

| Partidas por ambiente |
| --------------------- |
| Fechado (3–3)         |
| Ao ar livre (6–2)     |

### Simples: 10 (5–5)
| Edição | Etapa  | Data     | Local         | Adversário | Piso     | Oponente            | V/P | Placar              |
| ------ | ------ | -------- | ------------- | ---------- | -------- | ------------------- | --- | ------------------- |
| 2016   | Z1 RR  | Fev 2016 | Eilat (ISR)   | BEL        | Duro     | Alison Van Uytvanck | P   | 1–6, 3–6            |
| 2016   | Z1 RR  | Fev 2016 | Eilat (ISR)   | LAT        | Duro     | Diāna Marcinkeviča  | V   | 6–4, 6–4            |
| 2016   | Z1 RPO | Fev 2016 | Eilat (ISR)   | RSA        | Duro     | Ilze Hattingh       | V   | 6–0, 6–1            |
| 2018   | Z1 RR  | Fev 2018 | Tallinn (EST) | SLO        | Duro (i) | Nina Potočnik       | P   | 4–6, 2–6            |
| 2019   | Z1 RR  | Fev 2019 | Bath (GBR)    | GRE        | Duro (i) | Maria Sakkari       | P   | 3–6, 2–6            |
| 2019   | Z1 RR  | Fev 2019 | Bath (GBR)    | SLO        | Duro (i) | Dalila Jakupović    | V   | 4–6, 6–1, 6–4       |
| 2019   | Z1 RR  | Fev 2019 | Bath (GBR)    | GBR        | Duro (i) | Johanna Konta       | P   | 2–6, 7–6(1), 6–7(4) |
| 2022   | Z1 RR  | Abr 2022 | Antalya (TUR) | TUR        | Saibro   | İpek Öz             | P   | 4–6, 4–6            |
| 2022   | Z1 RR  | Abr 2022 | Antalya (TUR) | EST        | Saibro   | Maileen Nuudi       | V   | 6–1, 6–3            |
| 2022   | Z1 PPO | Abr 2022 | Antalya (TUR) | SLO        | Saibro   | Živa Falkner        | V   | 6–4, 6–2            |

### Duplas: 4 (4–0)
| Edição | Etapa | Data     | Local          | Adversário | Piso     | Parceira            | Oponentes                          | V/P | Placar      |
| ------ | ----- | -------- | -------------- | ---------- | -------- | ------------------- | ---------------------------------- | --- | ----------- |
| 2015   | Z1 RR | Fev 2015 | Budapest (HUN) | AUT        | Duro (i) | Tímea Babos         | Julia Grabher Sandra Klemenschits  | V   | 7–6(2), 6–2 |
| 2018   | Z1 RR | Fev 2018 | Tallinn (EST)  | CRO        | Duro (i) | Réka Luca Jani      | Darija Jurak Tena Lukas            | V   | 3–2 ret.    |
| 2022   | Z1 RR | Abr 2022 | Antalya (TUR)  | DEN        | Saibro   | Amarissa Kiara Tóth | Sofia Samavati Johanne Svendsen    | V   | 6–2, 6–4    |
| 2022   | Z1 RR | Abr 2022 | Antalya (TUR)  | SRB        | Saibro   | Panna Udvardy       | Aleksandra Krunić Dejana Radanović | V   | 6–3, 6–2    |

## Detalhes dos melhores resultados em Grand Slam

### Simples
|                         | Australian Open         | Australian Open         |
| Australian Open de 2023 | Australian Open de 2023 | Australian Open de 2023 |
| Rodada                  | Oponente                | Placar                  |
| ----------------------- | ----------------------- | ----------------------- |
| 1R                      | Ana Bogdan              | 6–2, 2–6, 6–3           |
| 2R                      | Jeļena Ostapenko (17)   | 6–7(5–7), 7–5, 0–6      |

|                          | Aberto da França         | Aberto da França         |
| Aberto da França de 2022 | Aberto da França de 2022 | Aberto da França de 2022 |
| Rodada                   | Oponente                 | Placar                   |
| ------------------------ | ------------------------ | ------------------------ |
| 1R                       | Petra Kvitová            | 6–7(0–7), 1–6            |

|                              | Wimbledon Championships      | Wimbledon Championships      |
| Torneio de Wimbledon de 2022 | Torneio de Wimbledon de 2022 | Torneio de Wimbledon de 2022 |
| Rodada                       | Oponente                     | Placar                       |
| ---------------------------- | ---------------------------- | ---------------------------- |
| 1R                           | Anhelina Kalinina            | 6–4, 2–6, 4–6                |

|                 | US Open         | US Open         |
| US Open de 2022 | US Open de 2022 | US Open de 2022 |
| Rodada          | Oponente        | Placar          |
| --------------- | --------------- | --------------- |
| 1R              | Camila Giorgi   | 6–4, 3–6, 1–6   |

### Duplas
|                         | Australian Open                       | Australian Open         |
| Australian Open de 2023 | Australian Open de 2023               | Australian Open de 2023 |
| with Greet Minnen       | with Greet Minnen                     | with Greet Minnen       |
| Rodada                  | Oponentes                             | Placar                  |
| ----------------------- | ------------------------------------- | ----------------------- |
| 1R                      | Alicja Rosolska / Erin Routliffe (14) | 6–4, 6–1                |
| 2R                      | Viktorija Golubic / Monica Niculescu  | 4–6, 1–6                |

|                                  | Aberto da França                 | Aberto da França                 |
| Torneio de Roland Garros de 2022 | Torneio de Roland Garros de 2022 | Torneio de Roland Garros de 2022 |
| with Greet Minnen                | with Greet Minnen                | with Greet Minnen                |
| Rodada                           | Oponentes                        | Placar                           |
| -------------------------------- | -------------------------------- | -------------------------------- |
| 1R                               | Alizé Cornet / Diane Parry       | Walkover                         |
| 2R                               | Dalma Gálfi / Anna Kalinskaya    | 7–5, 6–3                         |
| 3R                               | Alicja Rosolska / Erin Routliffe | 6–7(4–7), 7–5, 7–5               |
| QF                               | Coco Gauff / Jessica Pegula (8)  | 4–6, 6–4, 4–6                    |

|                              | Wimbledon Championships         | Wimbledon Championships      |
| Torneio de Wimbledon de 2022 | Torneio de Wimbledon de 2022    | Torneio de Wimbledon de 2022 |
| with Greet Minnen            | with Greet Minnen               | with Greet Minnen            |
| Rodada                       | Oponentes                       | Placar                       |
| ---------------------------- | ------------------------------- | ---------------------------- |
| 1R                           | Elise Mertens / Zhang Shuai (1) | 3–6, 1–6                     |

|                   | US Open                                  | US Open             |
| US Open de 2022   | US Open de 2022                          | US Open de 2022     |
| with Greet Minnen | with Greet Minnen                        | with Greet Minnen   |
| Round             | Opponents                                | Score               |
| ----------------- | ---------------------------------------- | ------------------- |
| 1R                | Wang Xinyu / Zhu Lin (Alt)               | 7–5, 3–6, 6–4       |
| 2R                | Lyudmyla Kichenok / Jeļena Ostapenko (4) | 6–0, 2–6, 6–7(3–10) |

## Recorde contra jogadoras do Top 10
Recorde de Bondár contra jogadoras classificadas entre as 10 primeiras. Jogadoras ativas estão em negrito:
| Jogadora                        | Recorde | V%   | Duro      | Saibro   | Grama     | Última partida                                       |
| Jogadoras ranqueadas como Nº 2  |         |      |           |          |           |                                                      |
| Paula Badosa                    | 0–1     | 0%   | –         | 0–1      | –         | Lost (1–6, 4–6) no Charleston, 2022                  |
| Petra Kvitová                   | 0–1     | 0%   | –         | 0–1      | –         | Lost (6–7(0–7), 1–6) no Aberto da França de 2022     |
| Jogadoras ranqueadas como Nº 3  |         |      |           |          |           |                                                      |
| Maria Sakkari                   | 0–1     | 0%   | 0–1       | –        | –         | Lost (3–6, 2–6) na Fed Cup de 2019                   |
| Jogadoras ranqueadas como Nº 4  |         |      |           |          |           |                                                      |
| Caroline Garcia                 | 1–0     | 100% | 1–0       | –        | –         | Won (7–5, ret.) no Miami Open 2022                   |
| Johanna Konta                   | 0–1     | 0%   | 0–1       | –        | –         | Lost (2–6, 7–6(7–1), 6–7(4–7)) na Fed Cup de 2019    |
| Jogadoras ranqueadas como Nº 5  |         |      |           |          |           |                                                      |
| Jeļena Ostapenko                | 0–1     | 0%   | 0–1       | –        | –         | Lost (6–7(5–7), 7–5, 0–6) no Australian Open de 2023 |
| Jogadoras ranqueadas como Nº 7  |         |      |           |          |           |                                                      |
| Danielle Collins                | 0–1     | 0%   | 0–1       | –        | –         | Lost (3–6, 6–3, 4–6) no Miami Open 2022              |
| Jogadoras ranqueadas como Nº 8  |         |      |           |          |           |                                                      |
| Daria Kasatkina                 | 0–1     | 0%   | –         | 0–1      | –         | Lost (6–4, 4–6, 3–6) no Madrid Open 2022             |
| Jogadoras ranqueadas como Nº 9  |         |      |           |          |           |                                                      |
| Veronika Kudermetova            | 0–1     | 0%   | –         | 0–1      | –         | Lost (6–7(9–11), 6–7(3–7)) em Istanbul 2022          |
| Jogadoras ranqueadas como Nº 10 |         |      |           |          |           |                                                      |
| Kristina Mladenovic             | 0–1     | 0%   | –         | 0–1      | –         | Lost (6–1, 5–7, 6–7(8–10)) em Varsóvia 2022          |
| Total                           | 1–9     | 10%  | 1–4 (20%) | 0–5 (0%) | 0–0 ( – ) | Última atualização 18 de janeiro de 2023             |